# New Canaan
New Canaan je město v okrese Fairfield County v Connecticutu, ve Spojených státech, ležící 13 kilometrů severovýchodně od Stamfordu na řece Five Mile River. Podle sčítání lidu z roku 2000 zde žilo 19 395 obyvatel. Město patří mezi nejbohatší komunity ve Spojených státech. CNN Money zařadila New Canaan na první místo v nejvyšším průměrném příjmu rodiny.

## Významní obyvatelé
- Florence Harding, první dáma USA
- Katherine Heiglová, herečka – ve městě vyrůstala
- David Letterman, moderátor Noční show Davida Lettermana – bývalý obyvatel
- Paul Simon, zpěvák a textař – obyvatel
- Max Pacioretty, hokejový útočník týmu Montreal Canadiens, účastník ZOH 2014